# Impfondo
Impfondo é uma cidade e uma comuna da República do Congo, capital do departamento de Likouala. Situada às margens do Rio Ubangui, a cidade tinha uma população de 38 240 habitantes em 2023, data do último censo oficial do país.
Fundada à época do colonialismo francês com o nome de Desbordesville, a cidade de Impfondo é normalmente um ponto de paragem no caminho para Brazzaville, capital nacional congolesa, e Bangui, capital da República Centro Africana, por barcaça.